# Патерна
Патерна (валенс. Paterna, ісп. Paterna) — муніципалітет в Іспанії, у складі автономної спільноти Валенсія, у провінції Валенсія. Населення — 65 921 особа (2010).

## Географія
Муніципалітет розташований на відстані близько 300 км на схід від Мадрида, 6 км на північний захід від Валенсії.
На території муніципалітету розташовані такі населені пункти: (дані про населення за 2010 рік)
- Ла-Каньяда: 11401 особа
- Ла-Кома: 8031 особа
- Патерна: 37926 осіб
- Крус-де-Грасія: 131 особа
- Террамелар: 2597 осіб
- Льйома-Льярга: 5835 осіб

## Демографія
Динаміка населення (INE ):

## Галерея зображень
- Патерна у 1883 році

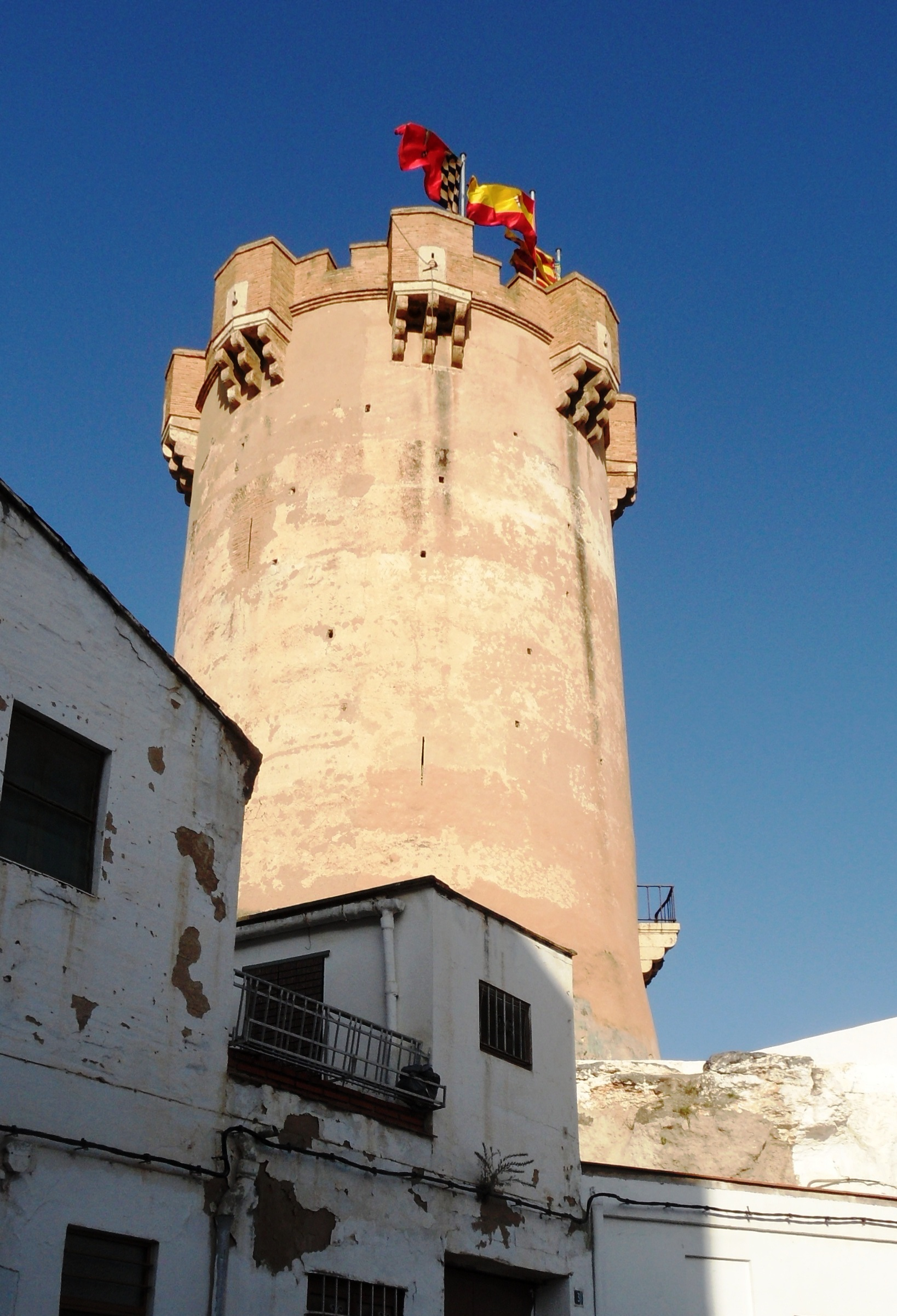
Вежа в Патерні
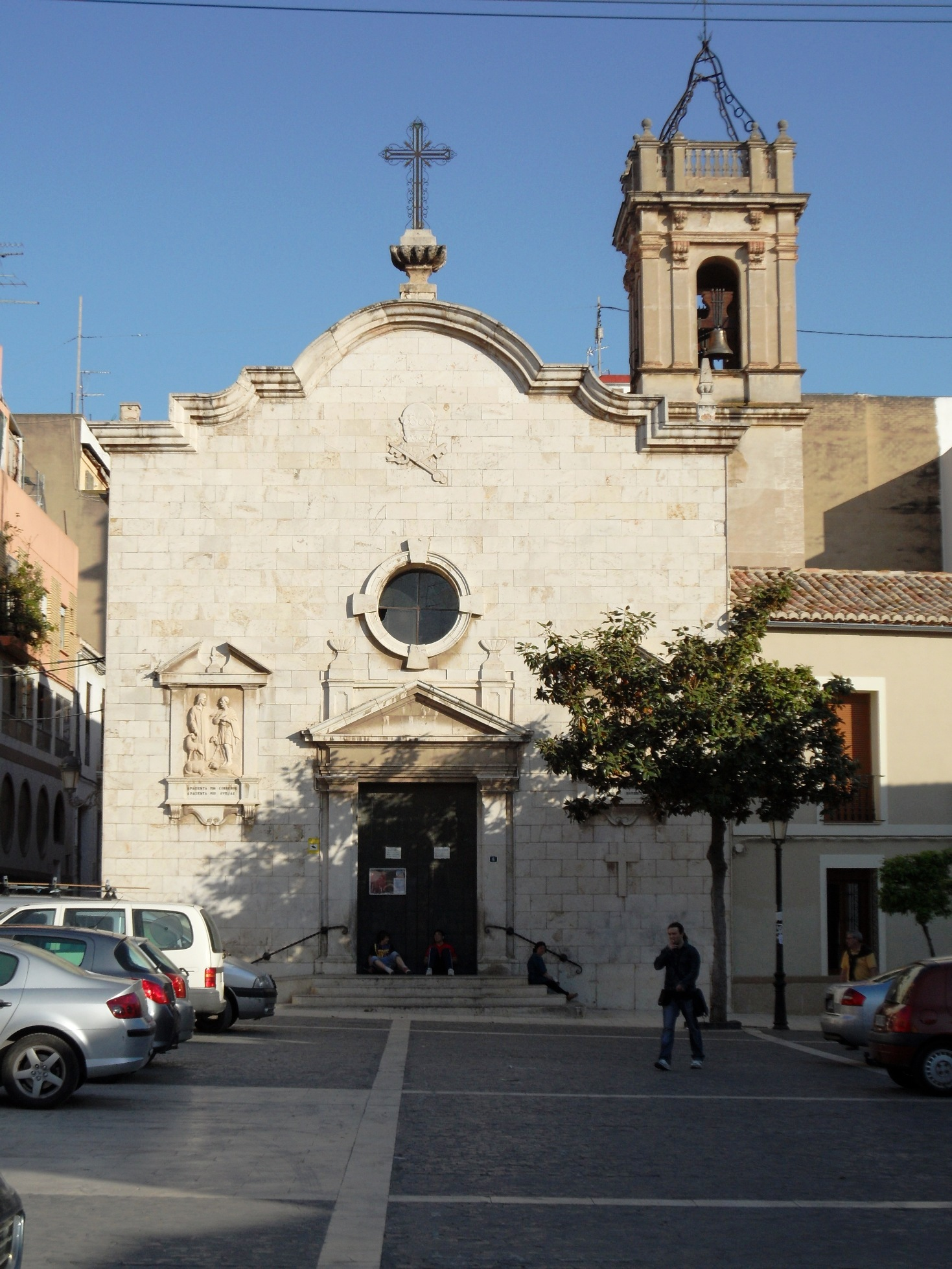
Церква Сан-Педро